# Xúc tác enzym
Xúc tác enzym (Enzym catalysis) là sự gia tăng tốc độ phản ứng trong một phản ứng hóa học, do enzym (một loại phân tử sinh học) tiến hành. Trong enzym, xúc tác thường xảy ra tại một vị trí nhất định được gọi là vị trí hoạt động.
Hầu hết enzym có bản chất là protein, cấu tạo hoặc một chuỗi protein đơn hoặc nhiều chuỗi như vậy trong một phức hợp đa tiểu đơn vị. Enzym cũng thường kết hợp các thành phần phi protein (không phải protein), chẳng hạn như ion kim loại hoặc phân tử hữu cơ chuyên biệt được gọi là cofactor (tạm dịch là đồng yếu tố, ví dụ: adenosin triphosphat). Nhiều cofactor là vitamin làm chất xúc tác sinh học trong trao đổi chất. Xúc tác các phản ứng hóa sinh trong tế bào rất quan trọng, vì hầu như phản ứng quan trọng trong chuyển hóa đều có tốc độ phản ứng rất thấp nếu không được xúc tác. Động lực của sự "tiến hóa" protein chính là tối ưu hóa khả năng xúc tác. Tuy nhiên chỉ có vài enzym quan trọng nhất mới đạt được ngưỡng gần tối ưu hóa hiệu suất xúc tác, còn lại phần lớn enzym vẫn ở xa ngưỡng tối ưu. Yếu tố quan trọng ảnh hưởng đến xúc tác enzym gồm: xúc tác acid và base nói chung, rào cản entropy, hiệu ứng định hướng (tức là nguyên tắc chìa khóa-ổ khóa), các hiệu ứng liên quan đến động học protein.
Cơ chế xúc tác của các enzym là khác nhau, nhưng tất cả cơ chế này tựu chung một nguyên tắc của chất xúc tác hóa học: giảm (một hoặc nhiều) hàng rào năng lượng cản trở các chất phản ứng (hoặc cơ chất) khỏi sản phẩm. Việc giảm năng lượng hoạt hóa (Ea) làm tăng số lượng phân tử chất tham gia phản ứng "vượt qua" hàng rào năng lượng này và tạo thành sản phẩm phản ứng. Như vậy, chất xúc tác chỉ làm giảm năng lượng hoạt hóa của phản ứng, cho nên enzym luôn xúc tác phản ứng diễn ra theo cả hai chiều, tức là chỉ làm tăng tốc độ phản ứng chứ không làm thay đổi cân bằng hóa học. Vì mang bản chất là chất xúc tác, enzym không bị thêm mất hoặc biến đổi, các phân tử này được tái sử dụng để trở thành một enzym duy nhất thực hiện nhiều vòng xúc tác.
Enzym thường có tính đặc hiệu cao và chỉ hoạt động trên một số cơ chất nhất định. Một số enzym có tính đặc hiệu tuyệt đối, nghĩa là enzym chỉ hoạt động trên một cơ chất. Trong khi đó, có nhiều enzym thể hiện tính đặc hiệu nhóm chức, có thể hoạt động trên các nhóm chức hóa học tương tự nhau (không giống nhau hoàn toàn), chẳng hạn như liên kết peptid. Nhiều enzym có tính đặc hiệu lập thể, chỉ hoạt động trên đồng phân lập thể này chứ không phải đồng phân lập thể khác.